# Vladímir Netsvetayev
Vladímir Netsvetayev-Dolgalev –en ruso, Владимир Нецветаев-Долгалев– (Krasnoyarsk, URSS, 1970) es un deportista ruso que compitió en escalada, especialista en la prueba de velocidad. Ganó tres medallas en el Campeonato Mundial de Escalada entre los años 1993 y 1999.

## Palmarés internacional
| Campeonato Mundial | Campeonato Mundial       | Campeonato Mundial | Campeonato Mundial |
| Año                | Lugar                    | Medalla            | Prueba             |
| ------------------ | ------------------------ | ------------------ | ------------------ |
| 1993               | Innsbruck (Austria)      | Medalla de oro     | Velocidad          |
| 1995               | Ginebra (Suiza)          | Medalla de bronce  | Velocidad          |
| 1999               | Birmingham (Reino Unido) | Medalla de plata   | Velocidad          |